# Cypra
Cypra is een geslacht van vlinders van de familie spanners (Geometridae), uit de onderfamilie Ennominae.

## Soorten
- C. delicatula Boisduval, 1832
- C. subnudata Walker, 1865